# شرعة حقوق المستهلك
في 15 مارس 1962، قدم الرئيس الأمريكي جون كينيدي خطابا في الكونغرس  أطر فيه الحقوق الأساسية الأربعة للمستهلك والتي أطلق عليها لاحقا شرعة حقوق المستهلك . وقامت الأمم المتحدة بتوسيعها إلى ثمانية حقوق من خلال إصدارها للمبادئ التوجيهية لحماية المستهلك، وبعد ذلك اعتمدت المنظمة الدولية للمستهلكين هذه الحقوق كميثاق وبدأ الاعتراف ب 15مارس كيوم عالمي لحقوق المستهلك.

## خلفية
قبل منتصف القرن العشرين، كانت حقوق المستهلكين محدودة فيما يتعلق بالتفاعل مع المنتجات التجارية ومزوديها. وكانت الأرضية التي ينطلق المدافعون منها للدفاع عن حقوقهم  ضد المنتجات المعيبة والسيئة، أو ضد أساليب الدعاية المضللة أو الخادعة محدودة.
بدأت حركة المستهلكين في جمع ضغوط، تهدف لزيادة حقوق الحماية القانونية ضد الممارسات التجارية الضارة. قبل نهاية الخمسينيات شرع مبدأ المسؤولية القانونية للمنتج والتي أصبح بموجبها للطرف المتضرر فقط إثبات اصابته بعد استخدام منتج ما، بدلا من تحمل عبء إثبات إهمال الشركات المصنعة.
صاغت هيلين يوينغ نيلسون  شرعة حقوق المستهلك وسعت للبحث عن منفذ لنشره. وبعد انتخاب كينيدي الذي كان قد وعد ناخبيه بدعم حقوق المستهلكين، قام  فريد دوتون  - خريج نيلسون والمسؤول الحكومي -  بطلب اقتراحات من نيلسون بشأن كيف يمكن للرئيس دعم المستهلكين، فقامت بإرسال  شرعة الحقوق له. قام كينيدي بعرض تلك الحقوق في خطابه أمام الكونغرس في 15 مارس 1962. وفي ذلك الخطاب حدد الأربعة الحقوق الأساسية  للمستهلكين.

## الحقوق الأساسية

### 1- الحق في السلامة
التأكيد على هذا الحق يهدف إلى الدفاع عن المستهلكين ضد الإصابات الناجمة عن المنتجات ويقتضي ألا تتسبب المنتجات بأي ضرر على مستخدميها إذا كان هذا الاستخدام يتم على النحو المنصوص عليه. تم تشريع هذا الحق بشكل رسمي  في عام 1972 من قبل الحكومة الفيدرالية في الولايات المتحدة من خلال لجنة سلامة المنتجات الاستهلاكية (CPSC). هذه المنظمة لديها ولاية قضائية على الآلاف من المنتجات التجارية والصلاحيات التي تسمح لها بوضع معايير الأداء وتتطلب اختبار المنتج وعلامات التحذير.

### 2- الحق في الحصول على المعلومات
هذا الحق ينص على وجوب أن توفر الشركات  للمستهلكين ما يلزمهم من المعلومات المناسبة الكافية لاتخاذ قرارت شراء مدروسة وذكية. ولذا يجب أن تكون معلومات المنتج المقدمة من قبل المصنعين كاملة وصادقة و بهدف تحقيق الحماية من المعلومات المضللة في مجالات التمويل، والإعلان، ووضع العلامات والتغليف، تم حماية هذا الحق بواسطة عدة تشريعات أقرت بين 1960 و 1980.

### 3- الحق في الإختيار
الحق في الاختيار الحر بين عروض المنتجات ينص على حق المستهلك في تنوع الخيارات المتاحة أمامه من شركات مختلفة ليختار ما يناسبه من بينها.  اتخذت الحكومة الاتحادية العديد من الخطوات لضمان توافر بيئة صحية مفتوحة للمنافسة من خلال التشريعات بما في ذلك القيود على مفهوم الملكية من خلال قانون براءات الاختراع، ومنع الاحتكار والممارسات التجارية من خلال تشريعات مكافحة الاحتكار وخفض الأسعار اللاقانوني والتلاعب.

### 4- حق الاستماع إلى آرائه
هذا الحق يمنح المستهلكين القدرة على رفع الشكاوى والمخاوف حول منتج ما من أجل معالجتها بكفاءة ومرونة. في حين لا توجد وكالة اتحادية أمريكية موكل لها بمهمة  توفير منتدى لهذا التفاعل بين المستهلك والمنتج إلا أن هناك بعض الجهات وجدت لتساعد المستهلكين في حالة حدوث صعوبة في التواصل مع الطرف المشتكى عليه.  

## التوسع إلى ثمانية حقوق
في عام 1985، أقرت الأمم المتحدة مفهوم حقوق المستهلك من خلال مبادئ الأمم المتحدة التوجيهية لحماية المستهلك، والتي وسعتهم لتشمل الثمانية الحقوق الأساسية.

### 5- الحق في إشباع الاحتياجات الأساسية
هذا الحق يقتضي ضرورة أن يكون للناس حق الحصول على السلع الأساسية والخدمات الأساسية وما يكفيهم من الغذاء والكساء والمأوى والرعاية الصحية والتعليم المرافق العامة والمياه والصرف الصحي

### 6- الحق في التعويض
الحق في التعويض يوفر للمستهلكين لتلقي تسوية عادلة عن المطالبات المشروعة، بما في ذلك التعويض عن التظليل أو السلع الرديئة أو الخدمات غير المرضية. على سبيل المثال، ينبغي أن يكون المستهلك قادرا على الذهاب إلى محكمة المستهلك لرفع شكوى ضد شركات الهاتف النقال التي وضعت رسوم خفية على الفاتورة  لم تكن موضحة من قبل أو تفعيل نغمات بدون إذن المستهلك.  

### 7- الحق في توعية المستهلك
الحق في تثقيف المستهلك ينص على أن يكون للمستهلك الحق في اكتساب المعارف والمهارات المطلوبة لممارسة الاختيارات الواعية بين السلع والخدمات، وأن يكون مُدركاً لحقوق المُستهلك الأساسية ومسؤولياته وكيفية استخدامها.

### 8- الحق في بيئة صحية
يدعو الحق الأخير لحق العيش والعمل في مكان عمل أو منزل خال من المخاطر للأجيال الحالية والمستقبيلة.

## اليوم العالمي لحقوق المستهلك
اعتمدت المنظمات غير الحكومية الدولية للمستهلكين ثمانية حقوق وطرحتها في الميثاق. وفي وقت لاحق، أقرت المنظمة تاريخ خطبة كينيدي، 15 مارس، كيوم عالمي لحقوق المستهلك.

## القانون في المملكة المتحدة
في مايو 2014، عرضت حكومة المملكة المتحدة تشريعات مقترحة على البرلمان. وكان مشروع القانون باسم «قانون حقوق المستهلك»، الذي هدف لتعزيز وتطوير شروط العقد غير العادل وأحكام حماية المستهلك.